# 裸盲蟹
裸盲蟹（学名：Typhlocarcinus nudus）为长脚蟹科盲蟹属的动物。分布于日本、泰国、泰国、新加坡、印度以及中国大陆的广东、青岛胶州湾等地，生活环境为海水，常栖息于水深30-50米的软泥沙质海底上。其生存的海拔范围为-50至-30米。